# Sebastián Pinto
Sebastián Pinto Perurena (* 5. Februar 1986 in Santiago de Chile) ist ein chilenischer ehemaliger Fußballspieler. In Lateinamerika wurde er von den Fans als „El Tanque“ (Der Panzer) bezeichnet. Sein Vater Carlos Pinto ist in Chile ein bekannter Journalist und TV-Sprecher.

## Karriere

### Lateinamerika
Sebastián Pinto begann mit dem Vereinsfußball in der Jugend von CF Universidad de Chile. In der Saison 2006/07 wurde er in das Profi-Team aufgenommen, kam aber nur sporadisch zu Einsätzen. Um ihm Spielpraxis zu ermöglichen, lieh man ihn für die Rückrunde der gleichen Spielzeit an den Ligakonkurrenten CD Cobreloa aus. Von Cobreloa zurückgekehrt, eroberte er sich in der neuen Saison einen Stammplatz und machte durch seine guten Leistungen auf sich aufmerksam. So wechselte er 2008 zum brasilianischen Topklub FC Santos.

### AS Nancy
Nach einer halben Saison beim FC Santos wechselte er erneut, diesmal zum französischen Erstligisten AS Nancy. Ohne ein Spiel zu machen, verließ er AS Nancy bereits nach einem halben Jahr.

### Lateinamerika
Pinto wechselte zunächst zum argentinischen Verein CD Godoy Cruz, jedoch gelang ihm auch hier der Durchbruch nicht. Ab der Saison 2009/10 spielte er jeweils eine halbe Spielzeit für Audax Italiano und AS Varese 1910. Zum Saisonstart 2011/12 wechselte er zum chilenischen Erstligisten CD O’Higgins. Hier konnte er sich von Anfang an durchsetzen und erzielte bis zum Saisonende in 14 Ligaspielen 13 Tore.

### Bursaspor
Auf die guten Leistungen von Pinto bei CD O’Higgins wurde der türkische Erstligist aufmerksam, der in Lateinamerika auf der Suche nach einem Stürmer war. So einigte man sich in der Winterpause 2011/12 und Pinto wechselte für eine Ablösesumme von 600.000 € in die türkische Süper Lig. Hier gelang ihm mit acht Toren in 13 Spielen auf Anhieb der Durchbruch. In der Saison 2013/2014 spielte Pinto unter Trainer Christoph Daum keine Rolle mehr und wurde auf die Verkaufsliste gesetzt. Da er in der Wintertransferperiode 2013/14 keinen neuen Verein finden konnte, blieb er weiterhin bei Bursaspor, wurde aber nicht in den Kader aufgenommen. Pinto selbst begründete das nicht Zustandekommen eines Wechsels mit der zu hoch angesetzten Ablösesumme und warf dem Klub vor, seine WM-Teilnahmechancen mit der chilenischen Nationalmannschaft zu verschlechtern. Er hatte insgesamt 65 Einsätze für Bursaspor und erzielte in diesen 29 Tore.
Im Juli 2014 löste er nach gegenseitigem Einvernehmen mit Bursaspor seinen Vertrag auf und verließ diesen Klub.

### Rückkehr nach Lateinamerika
Pinto kehrte im Sommer 2014 nach Lateinamerika zurück und spielte für die Vereine Millonarios FC und CD O’Higgins.

### Eskişehirspor
Im Sommer 2015 kehrte er in die Türkei zurück und heuerte beim Erstligisten Eskişehirspor, dem Erzrivalen von Bursaspor, an. Diesen Verein verließ er Mitte Februar 2016 im beiderseitigen Einvernehmen.

## Auszeichnungen
Bursaspor
- Torschützenkönig im Türkischen Fußballpokal: 2011/12